# تصویر برجسته

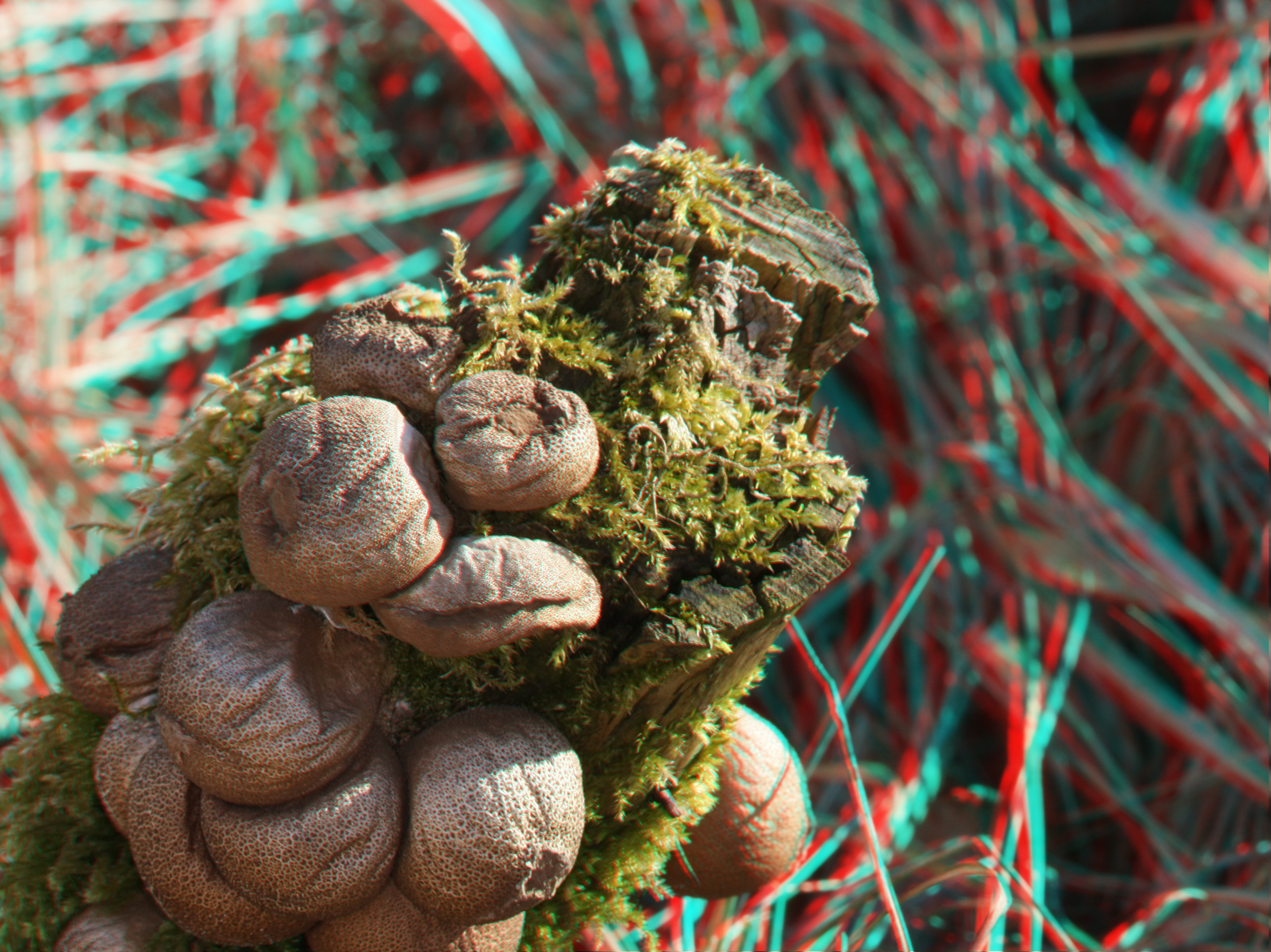
افکت استریوسکوپیک یا تصویر برجسته

تصویر آناگلیف، تصویر برجسته یا تصویر سه‌بعدی (به انگلیسی: Anaglyph 3D) یک افکت سه بعدی در استریوسکوپی است که با رمزگذاری تصویر هر کدام از چشم‌ها با استفاده از فیلترهای رنگی متفاوت (معمولا قرمز و فیروزه ای) ایجاد می‌گردد. تصویرهای سه بعدی آناگلیف، شامل دو تصویر رنگی متفاوت برای هر کدام از رنگ‌ها هستند. وقتی با استفاده از «عینک‌های آناگلیف» که «کدبندی رنگی شده» اند به این تصاویر نگاه شود، هر تصویر به چشمی که قرار است به آن برسد، می‌رسد و یک تصویر برجسته یا سه بعدی شکل می‌گیرد.